# Jesse Ventura
Jesse Ventura (* 15. července 1951, Minneapolis) je americký politik slovensko-německého původu, herec, komentátor a bývalý wrestlingový zápasník a guvernér státu Minnesota. Veřejnosti je sice znám jako Jesse Ventura, jeho pravé jméno ale zní James George Janos. Pseudonym Jesse Ventura si zvolil, když se věnoval wrestlingu.
Po absolvování střední školy v roce 1969 vstoupil do služeb amerického námořnictva. Jako příslušník námořních elitních jednotek SEAL sloužil od ledna 1970 do prosince 1973 ve válce ve Vietnamu. Po návratu do Minnestoty se začal věnovat vzpírání a zápasu, krátce pracoval i jako bodyguard skupiny The Rolling Stones. Další Venturovy kroky vedly do světa wrestlingu, kde se proslavil jako „The Body“ Ventura. V roce 1984 jeho úspěšnou wrestlingovou kariéru ukončily krevní sraženiny v plicích.
V roce 1990 se stal starostou města Brooklyn Park v Minnesotě. V roce 1998 se rozhodl kandidovat i na guvernéra státu Minnesota za Reformní stranu Minnesoty.
Guvernérem Minnesoty byl v letech 1999 až 2003. Zvolen byl za Reform Party of Minnesota (později byla strana přejmenována na Independence Party of Minnesota), čímž narušil dominanci Republikánské a Demokratické strany.
Účinkuje v pořadu Konspirační teorie (Conspiracy theories), kde se věnuje tématu různých konspiračních teorií. Hrál mj. ve filmech Predátor, Běžící muž, Demolition Man.
Jesse Ventura se dokonce rozhodl kandidovat na prezidenta USA (volby 2016).